# Zdeněk Hanzlík
Zdeněk Hanzlík (* 30. července 1987 Opočno) je český basketbalista hrající Národní basketbalovou ligu za tým BK Sadská. Hraje na pozici křídla.
Je vysoký 200 cm, váží 90 kg.

## Kariéra
- 2004–2006 : ČEZ Basketball Nymburk
- 2004–2006 : TJ Sokol Vyšehrad (střídavý start v nižší soutěži)
- 2006–2007 : BK Sadská

## Statistiky
| Sezóna   | Soutěž      | Odehrané minuty | Průměr na zápas | Body | Průměr na zápas |
| -------- | ----------- | --------------- | --------------- | ---- | --------------- |
| 2004/05  | Mattoni NBL | 2.0             | 2.0             | 3    | 3.0             |
| 2005/06  | Mattoni NBL | 63.9            | 10.7            | 19   | 3.2             |
| 2006/07* | Mattoni NBL | 275.5           | 17.2            | 52   | 3.3             |

 *Rozehraná sezóna - údaje k 20.1.2007 